# Chloroclystis hadenata
Chloroclystis hadenata är en fjärilsart som beskrevs av Fuchs 1900. Chloroclystis hadenata ingår i släktet Chloroclystis och familjen mätare. Inga underarter finns listade i Catalogue of Life.